# المؤسس: 1299 (مسلسل)
المؤسس ١٢٩٩(بالتركية: Kuruluş 1299) أو المؤسس عثمانجيك (بالتركية: Kuruluş Osmancık) مسلسل تركي درامي تاريخي، بدأ عرضه في 10 يناير 1988، يحكي قصة الغازي عثمان بن أرطغرل مؤسس الدولة العثمانية، وهو من إنتاج إيلكسن بكتاش، وإخراج يوجل جكمكلي وبطولة الممثل جيهان أونال والممثلة سماء جلبي، و ميرال أورخونساي، و يشار ألبتكين، و سماء يوناك، و بيقال صران. ويعرض على قناة TRT 1 التركية. مأخوذ عن رواية تحمل نفس الاسم للكاتب طريق بوغرا.